# Hermen Molendijk
Hermen Molendijk (ook: Herman; Oud-Beijerland, 20 januari 1896 - Amersfoort, 9 januari 1983) was een Nederlandse burgemeester.

## Loopbaan
Molendijk bezocht de Rijkskweekschool in Middelburg. Tijdens de mobilisatiejaren 1914-1918 diende hij als reserve officier bij de artillerie. Hij werd vervolgens onderwijzer in Rotterdam. In 1926 verhuisde naar Groningen, waar hij leider werd van de Arbeidersjeugdcentrale. In deze stad werd hij raadslid (1931) en later wethouder (1935) van onderwijs en sociale zaken. Beide namens de SDAP, waarvan hij sinds 1917 lid was. Tijdens de eerste jaren van de Tweede Wereldoorlog bleef hij op zijn post, maar na een gijzelingspoging door de bezetter in 1942, verliet hij de stad. Na de oorlog keerde hij terug en werd tot wethouder benoemd in de noodraad, hij was daarnaast locoburgemeester.
In 1946 werd Molendijk door koningin Wilhelmina benoemd tot burgemeester van Amersfoort. Hij werd 5 november 1946 tijdens een openbare raadsvergadering geïnstalleerd. Hij was belangrijk voor de ontwikkeling van Amersfoort tot middelgrote gemeente. Op 31 januari 1961 ging hij met pensioen. Molendijk was kunstliefhebber, bij zijn afscheid werd een tentoonstelling georganiseerd in 'De Zonnehof' in Amersfoort, waar onder andere twee portretten van de oud-burgemeester werden getoond die in opdracht van het gemeentebestuur waren gemaakt door Charlotte van Pallandt en Kees Verwey. Molendijk bleef in Amersfoort wonen en overleed er kort voor zijn 87e verjaardag.
- Gemeinsame Normdatei: 126654611
- International Standard Name Identifier: 0000 0000 5429 7592
- Library of Congress Control Number: no2008119861
- Nederlandse Thesaurus van Auteursnamen: 072841451
- Virtual International Authority File: 49046872
- WorldCat: E39PBJwhDK7PMqFgyPH9dJyrv3